# Sallins
Sallins is een plaats in het Ierse graafschap Kildare. De plaats telt 2.922 inwoners.